# 箭田大塚古墳
箭田大塚古墳（やたおおつかこふん）は、岡山県倉敷市真備町箭田にある古墳。形状は円墳。国の史跡に指定され、単鳳環頭大刀柄頭は倉敷市指定重要文化財に指定されている。
牟佐大塚古墳・こうもり塚古墳（いずれも岡山市）と合わせて岡山県三大巨石墳と総称される。

## 概要
| 古墳名       | 形状         | 規模      | 埋葬施設   | 築造時期  | 史跡指定 |
| ------------ | ------------ | --------- | ---------- | --------- | -------- |
| 天狗山古墳   | 帆立貝形古墳 | 墳丘長60m | 竪穴式石室 | 5c後半-末 | 市史跡   |
| 二万大塚古墳 | 前方後円墳   | 墳丘長38m | 横穴式石室 | 6c中      | 市史跡   |
| 箭田大塚古墳 | 円墳         | 直径46m   | 横穴式石室 | 6c後半    | 国史跡   |

岡山県南部の小田川北岸において、箭田の平地の北側の丘陵端部に築造された大型円墳である。1901年（明治34年）に発掘されて副葬品が出土しているほか、1981年（昭和56年）に石室実測調査が、1983年（昭和58年）に墳丘測量・範囲確認調査が実施されている。
墳形は円形で、直径約46メートルを測る（墳丘の範囲確認調査以前は前方後円墳説もあった）。墳丘は3段築成。墳丘外表では円筒埴輪列・形象埴輪（人物埴輪など）が検出されているが、葺石は認められない。墳丘西側には長さ5-6メートル・幅10-15メートルの造出（張り出し）を付す。また墳丘周囲には幅4-6メートルの周溝が認められる。埋葬施設は両袖式の横穴式石室で、南東方向に開口する。石室全長19.1メートルを測る大型石室で、奥壁には巨石1枚を鏡石として据える。石室内の発掘では、装飾付大刀のほか金環・玉類・馬具・須恵器・土師器など多数の副葬品が出土している。
築造時期は、古墳時代後期の6世紀後半頃と推定され、7世紀初頭頃までの追葬が想定される。岡山県では代表的な巨石墳の1つであり、出土した装飾付大刀から畿内ヤマト王権との関係をうかがえる点でも重要視される古墳になる。
古墳域は1929年（昭和4年）に国の史跡に指定され、単鳳環頭大刀柄頭は2020年（令和2年）に倉敷市指定重要文化財に指定されている。

## 遺跡歴
- 1901年（明治34年）、発掘、副葬品出土（「備中国吉備郡箭田邨大冢記録」に記録。副葬品は東京国立博物館・吉備寺保管）[1]。
- 1929年（昭和4年）12月17日、国の史跡に指定。
- 1981年（昭和56年）、県史編纂事業に伴う石室実測調査（岡山大学考古学研究室）[1]。
- 1983年（昭和58年）、墳丘測量・範囲確認調査（真備町教育委員会、1984年に報告書刊行）[3]。
- 1992年（平成4年）12月18日、史跡範囲の追加指定。
- 2020年（令和2年）2月21日、単鳳環頭大刀柄頭が倉敷市指定重要文化財に指定。

## 埋葬施設

石室俯瞰図

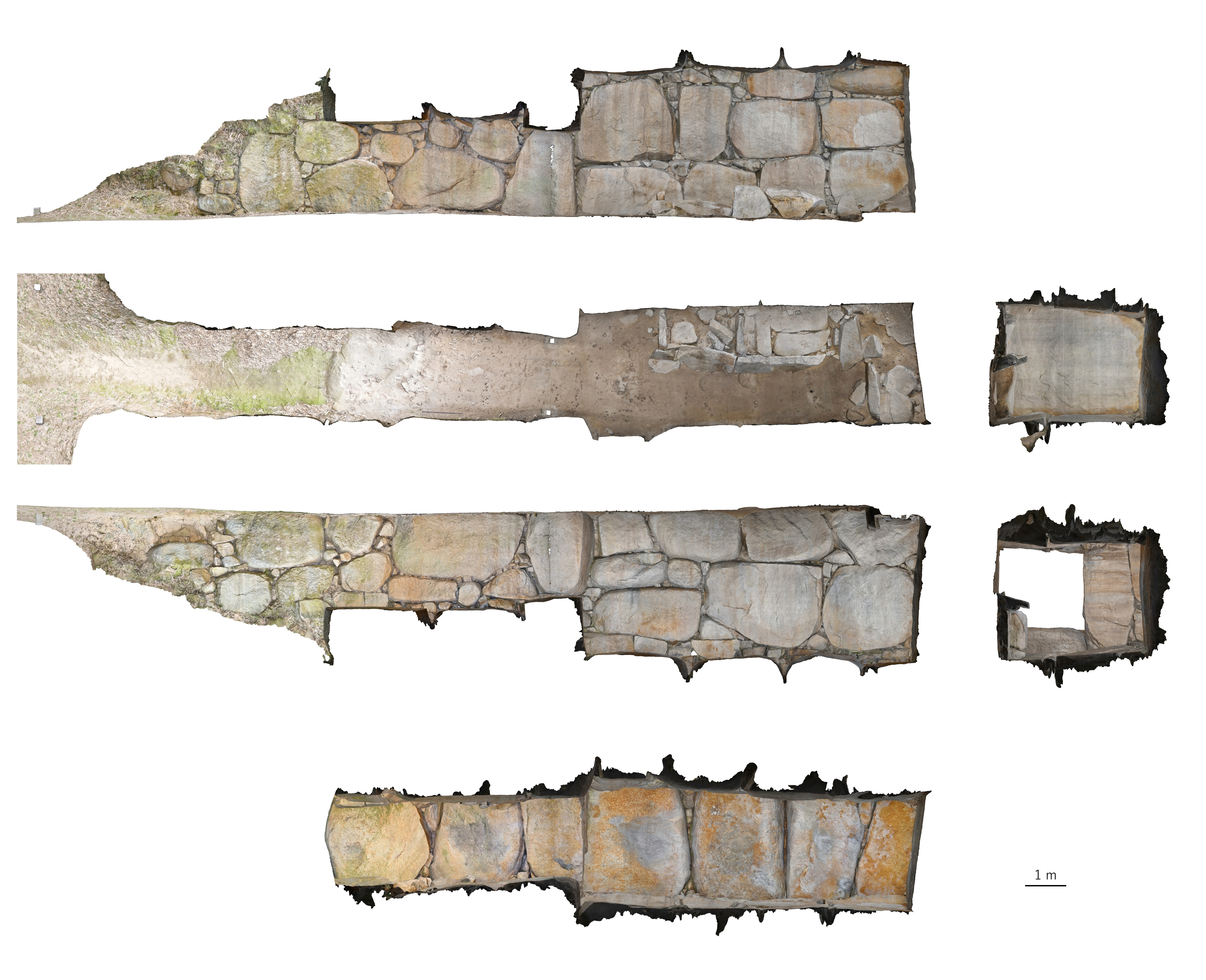
石室展開図

埋葬施設としては両袖式横穴式石室が構築されており、南東方向に開口する。石室の規模は次の通り。
- 石室全長：19.1メートル
- 玄室：長さ8.4メートル、幅3メートル、高さ3.5-3.9メートル
- 羨道：長さ9.2-10.7メートル、幅2.2-2.3メートル、高さ2.4メートル

玄室では、奥壁は巨石1枚を鏡石として立て、側壁は巨石を3段積む。玄室の天井石は4枚で、羨道の天井石は3枚。
玄室内には、組合式石棺3基を据える。奥の1基は奥壁と平行する東西方向で、奥壁を石棺の側石として利用する。手前の2基は側壁と平行する南北方向で、西壁を側石として利用する。

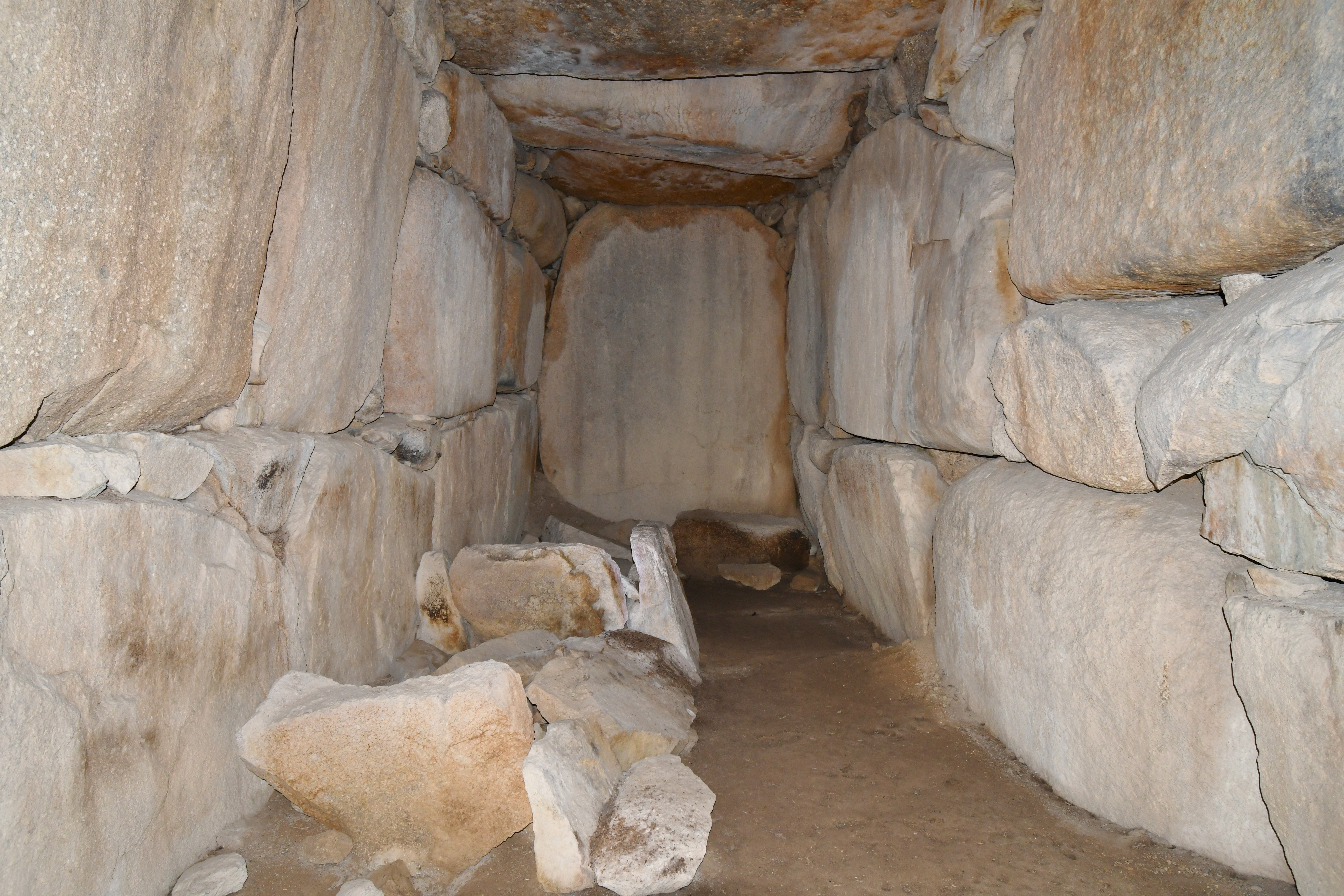
玄室（奥壁方向）
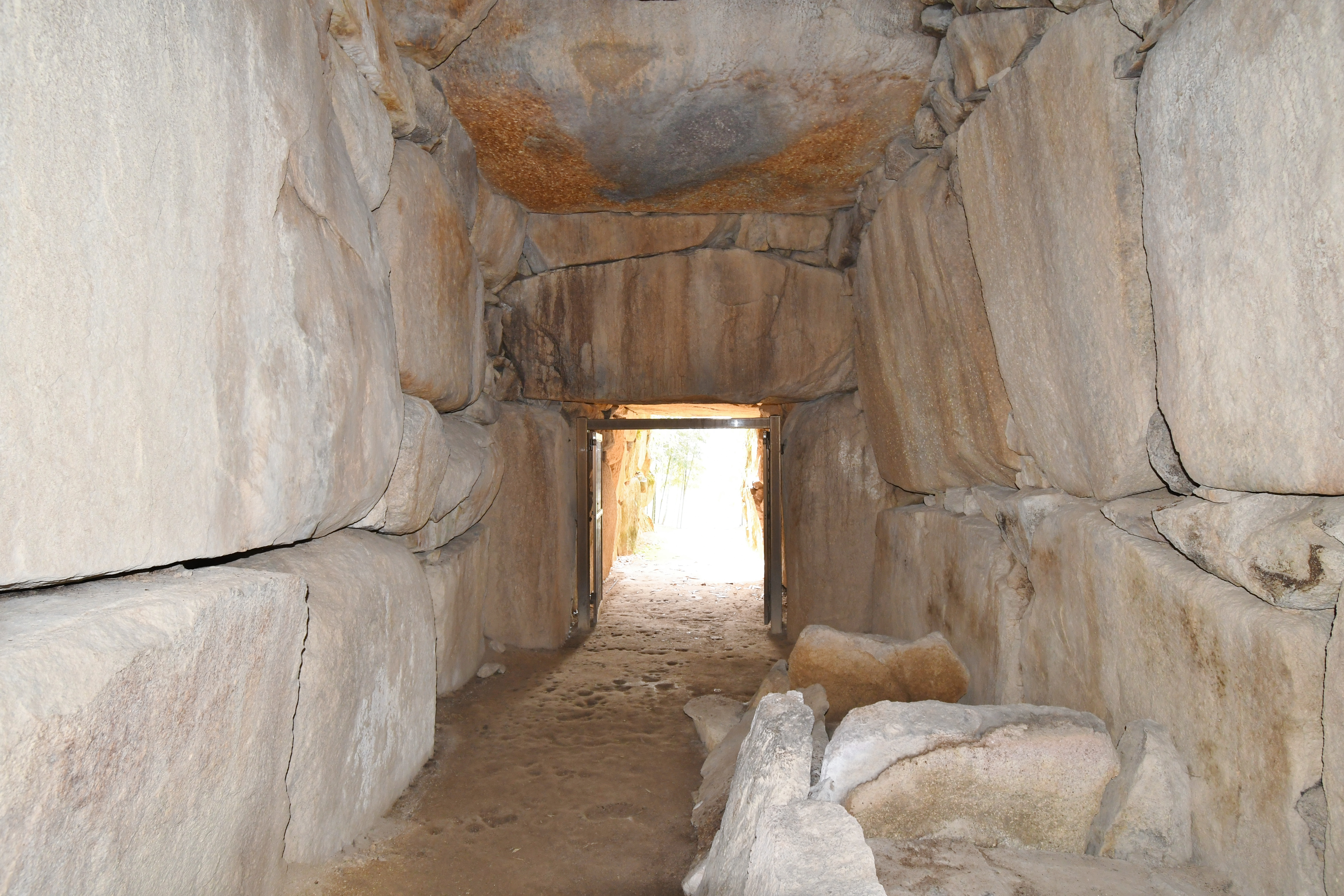
玄室（開口部方向）
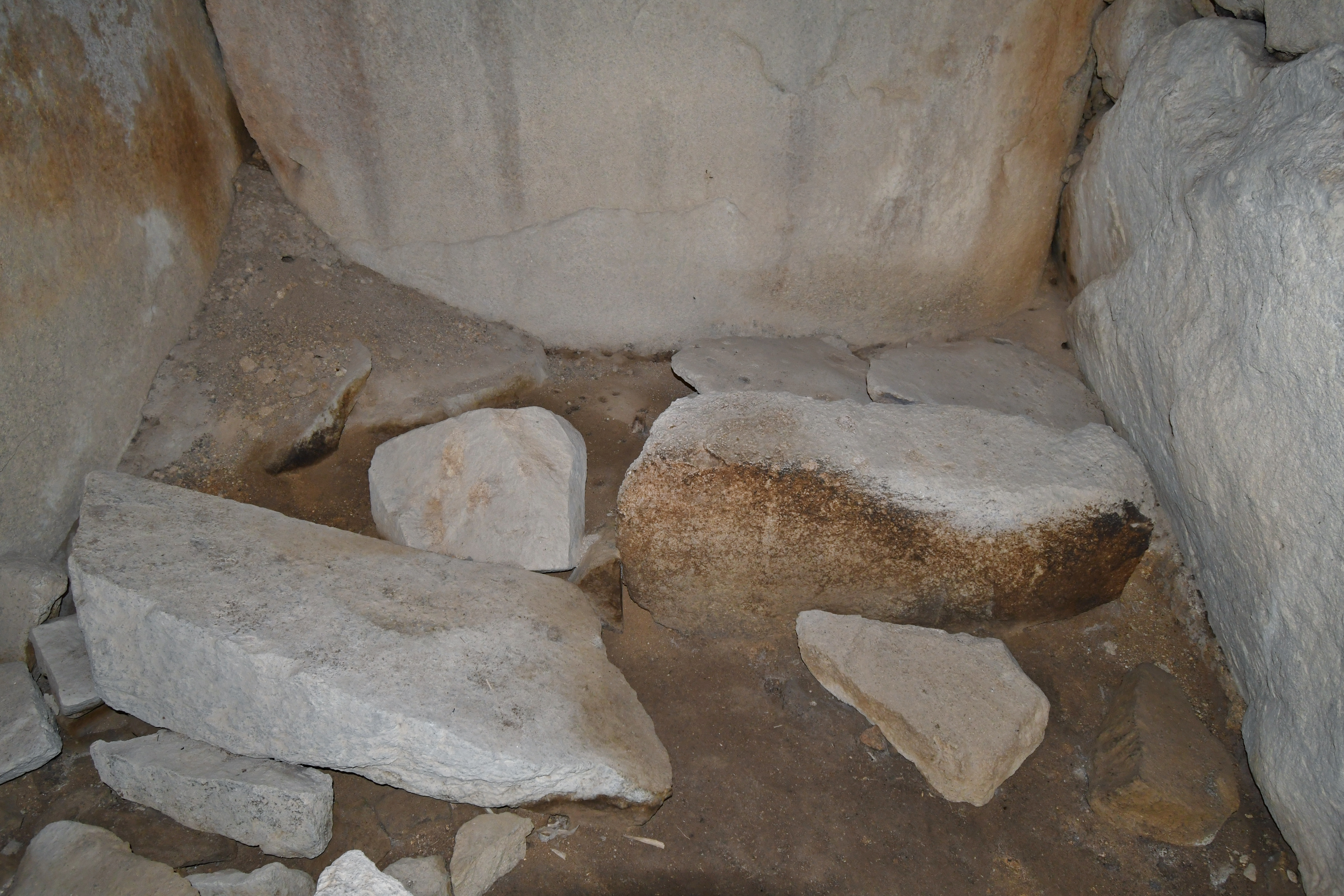
玄室の組合式石棺（奥壁）
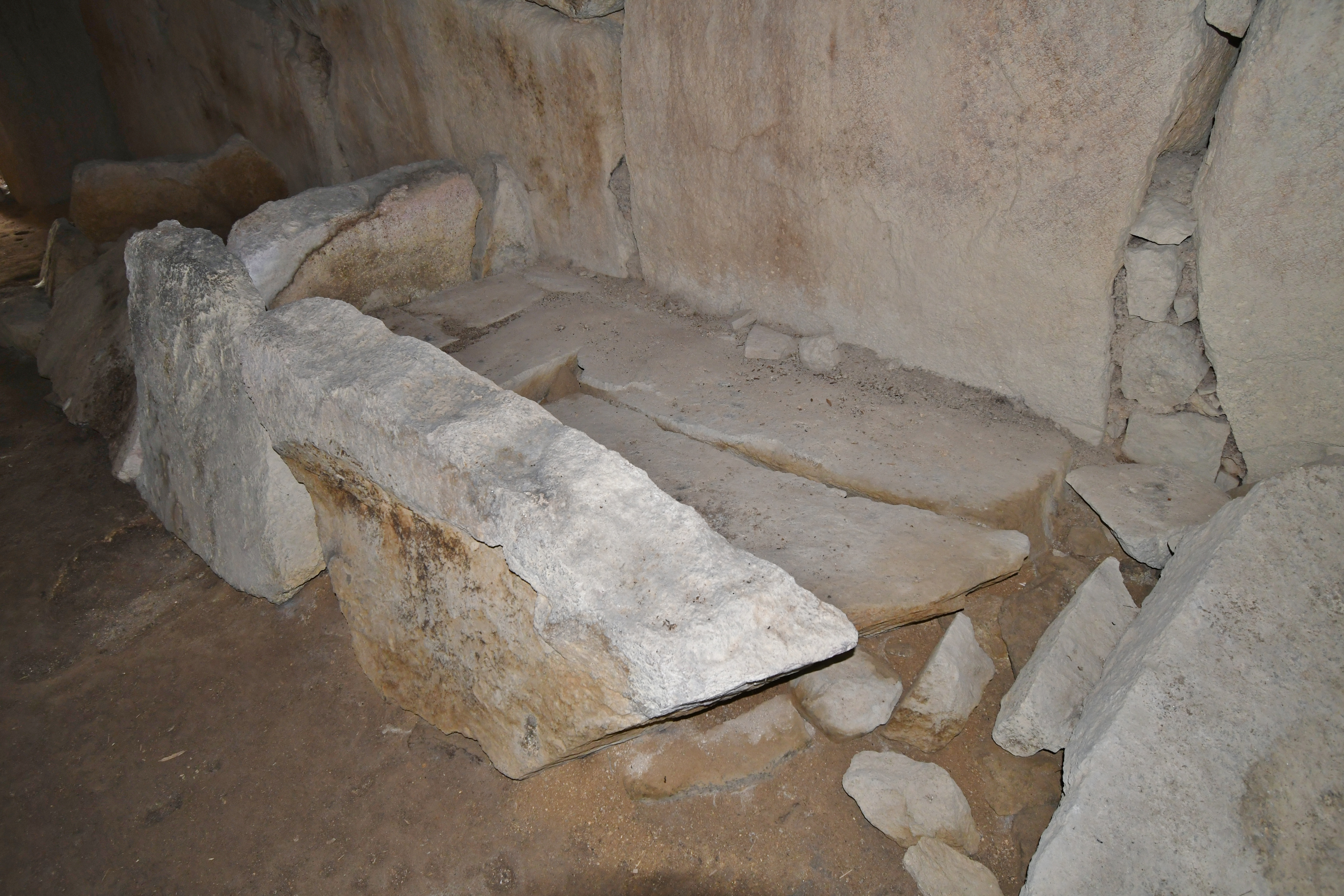
玄室の組合式石棺（西壁奥）
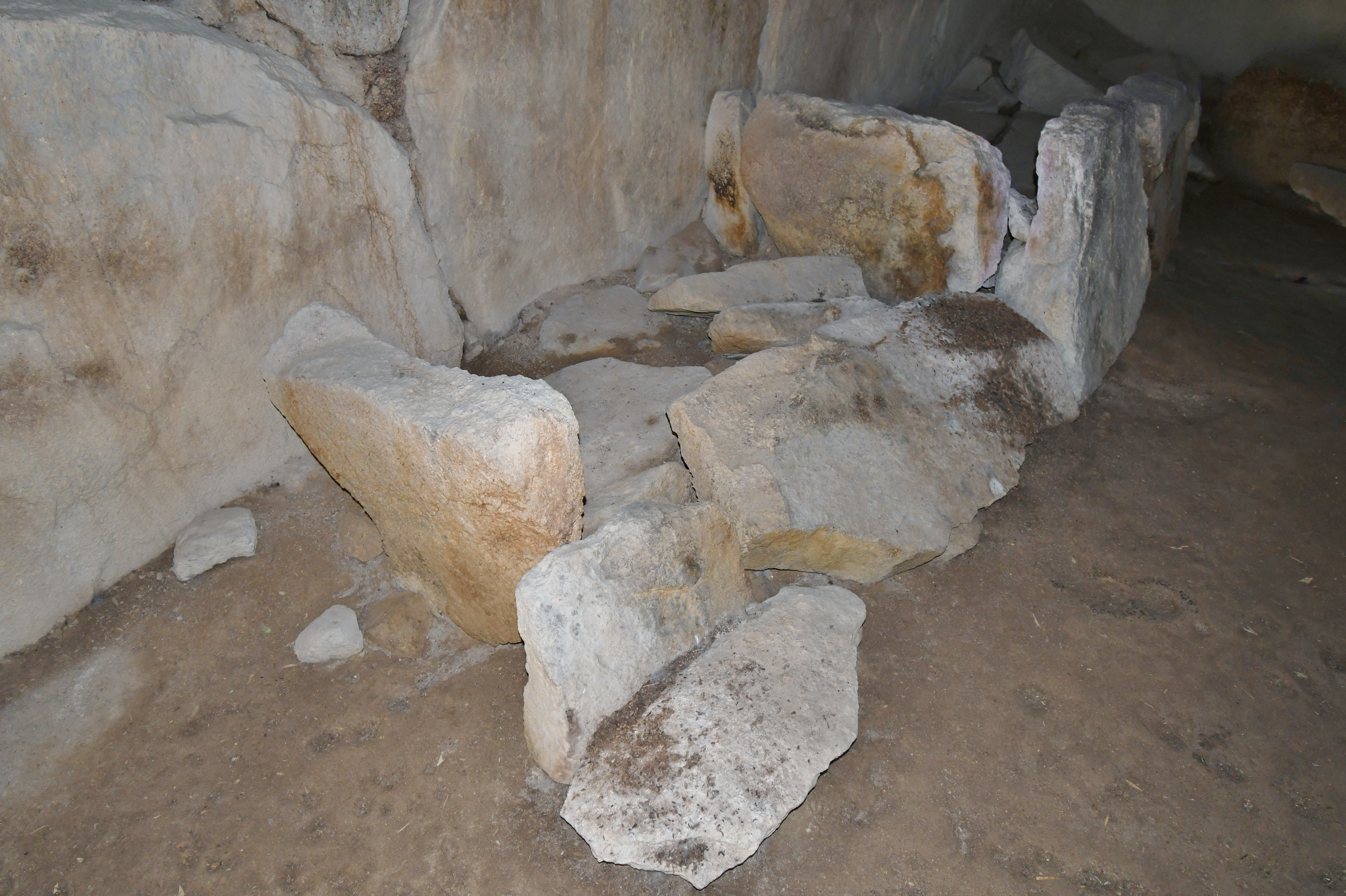
玄室の組合式石棺（西壁手前）
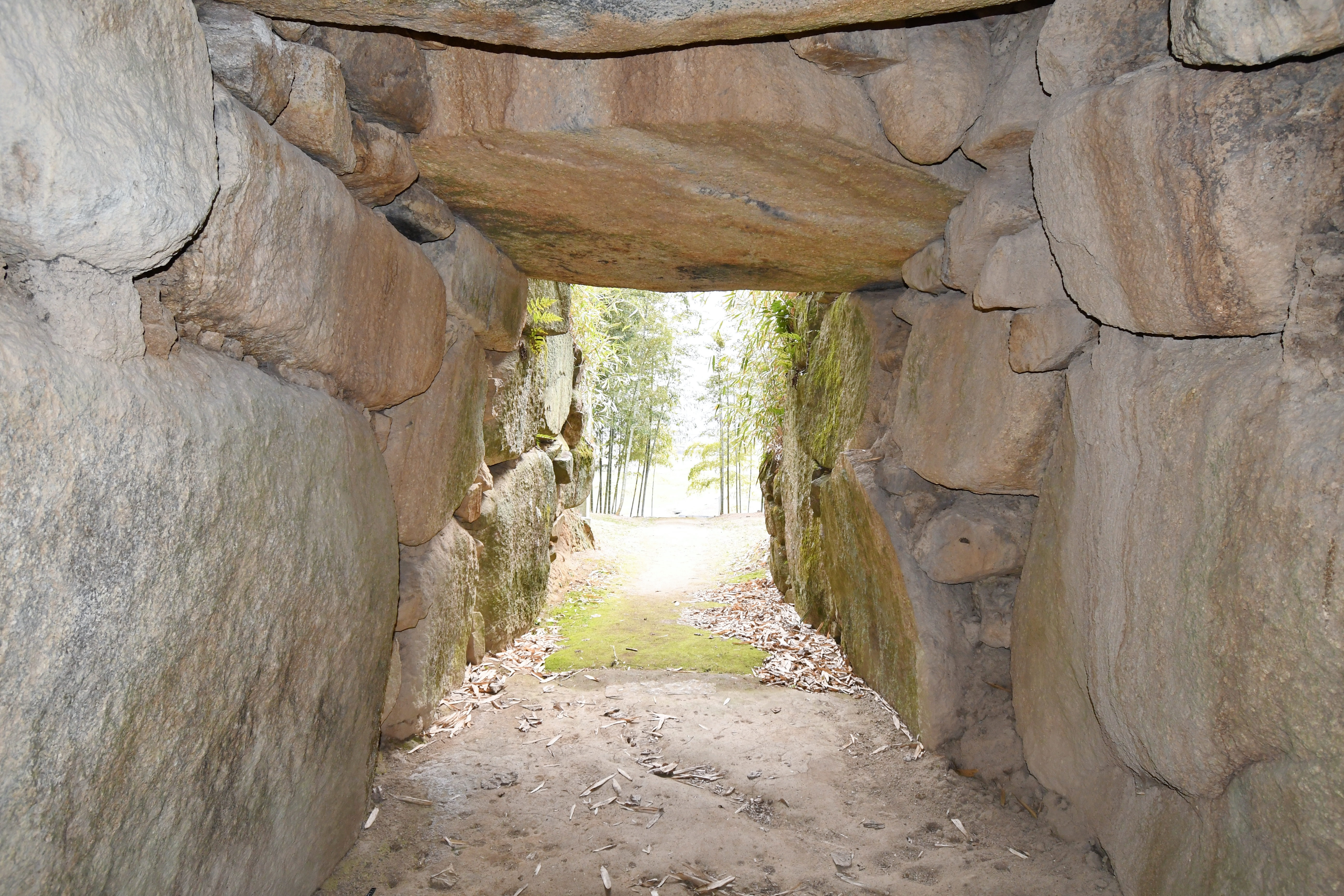
羨道（開口部方向）
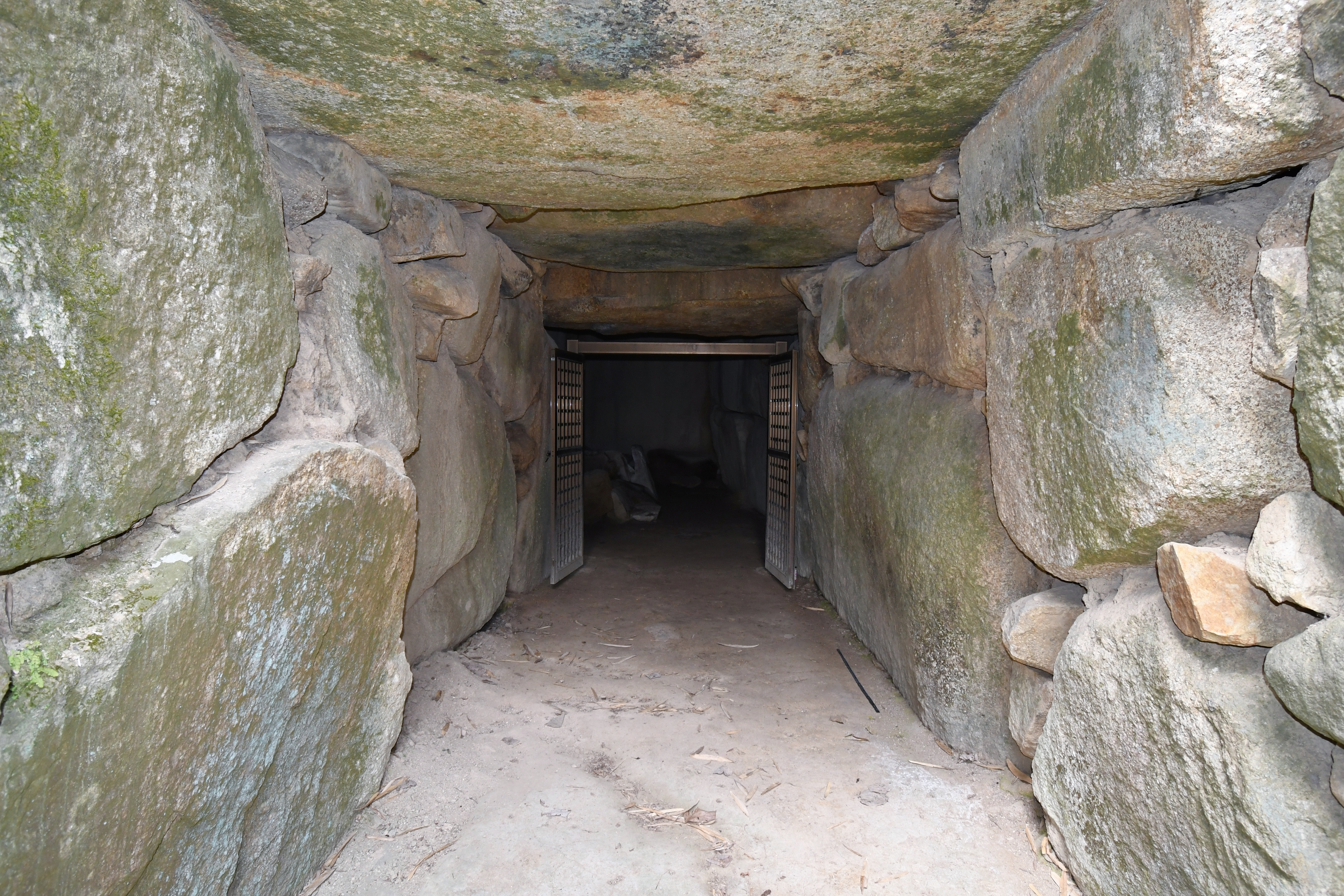
羨道（玄室方向）
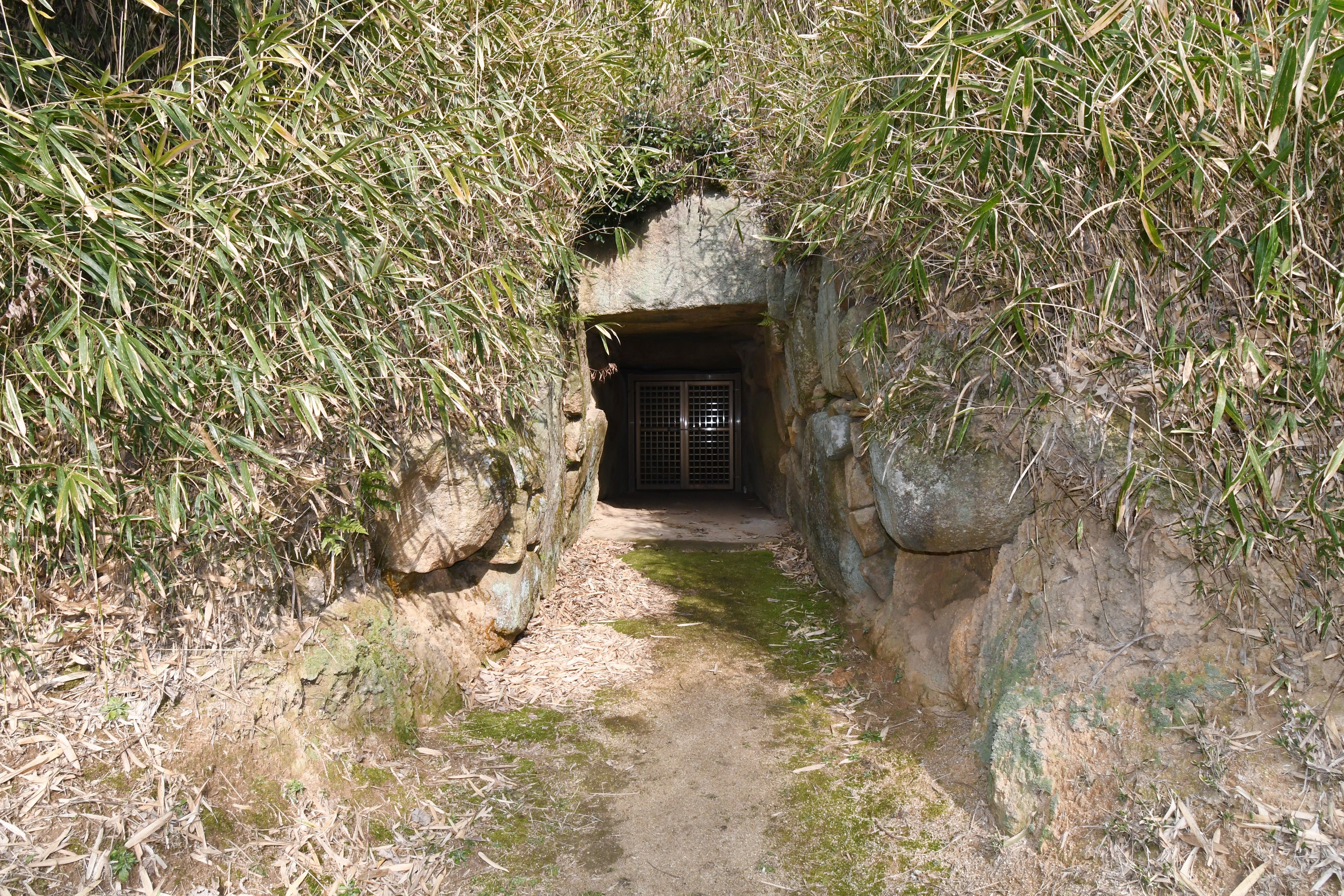
開口部

## 出土品

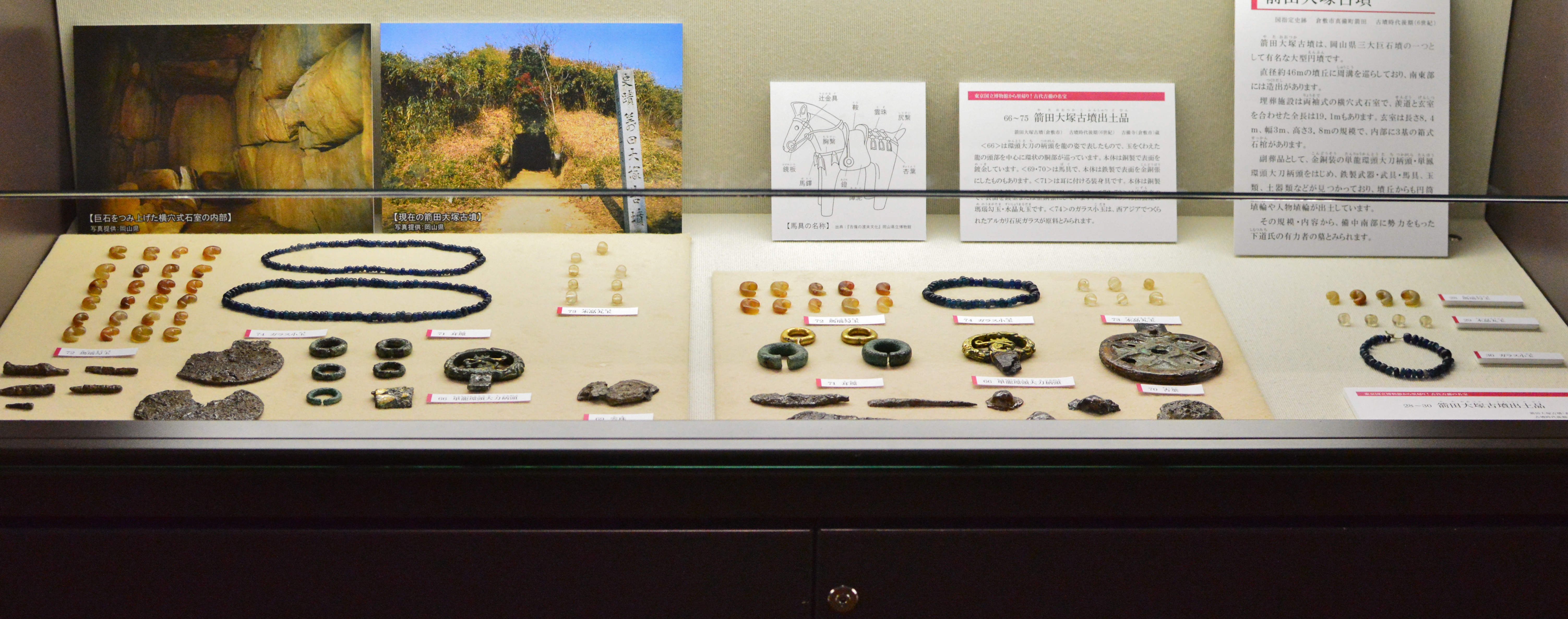
出土品東京国立博物館蔵、岡山県立博物館企画展示時に撮影。

石室内の発掘で出土した副葬品のうち、現在知られるものは次の通り。
- 装身具
  - 金環 8
  - 玉類
    - 瑪瑙製勾玉
    - 水晶製丸玉
    - ガラス小玉
- 武器
  - 単龍環頭大刀柄頭 2
  - 単鳳環頭大刀柄頭 1
  - 鉄鏃
- 馬具
  - 鉄地金銅張杏葉
  - 鞖金具
  - 辻金具
- 須恵器 - 坏身、有蓋高坏、𤭯、装飾壺、台付壺、器台など。
- 土師器 - 高坏、坩。

以上の副葬品のうち、大半は東京国立博物館で保管され、一部は吉備寺で保管される。

## 文化財

### 国の史跡
- 箭田大塚古墳 - 1929年（昭和4年）12月17日指定、1992年（平成4年）12月18日に史跡範囲の追加指定。

### 倉敷市指定文化財
- 重要文化財（有形文化財）
  - 単鳳環頭大刀柄頭（考古資料） - 所有者は吉備寺。2020年（令和2年）2月21日指定。

## 関連施設
- 東京国立博物館（東京都台東区） - 箭田大塚古墳の出土品を保管。
- 吉備寺（倉敷市真備町箭田） - 箭田大塚古墳の出土品を保管。

## 関連文献
（記事執筆に使用していない関連文献）
- 梅原末治「備中國箭田村大塚調查報吿」『史林』第1巻第4号、史学研究会、1916年10月1日、708-714頁。
- 『史蹟調査報告』 第五輯、文部省、1930年。
- 『新修倉敷市史』 第1巻 通史編 考古、倉敷市、1996年。